# Magyar Tudománytörténeti Intézet
A Magyar Tudománytörténeti Intézet (MATI, teljes neve: Magyar Tudománytörténeti és Egészségtudományi Intézet Közhasznú Nonprofit Kft.) a matematika és a természettudományok magyarországi történetének kutatására, a kutatási eredmények közzétételére, valamint a tudománytörténeti ismeretek oktatására, népszerűsítésére 1994 januárjában szerveződött intézet. Székhelye: Budapest. Alapító elnöke Szabó Árpád akadémikus, matematikatörténész, csillagászattörténész, klasszika-filológus. Ügyvezető igazgatója Gazda István tudománytörténész, művelődéstörténész.

## Kutatási ágai
- intézménytörténeti kutatások
- oktatástörténeti kutatások
- bibliográfiai kutatások
- biográfiai kutatások
- kapcsolattörténeti kutatások
- tudóshagyatékok feltárása és közzététele
- természettudományi szaknyelv történetének kutatása
- a szaksajtó történetére vonatkozó kutatások

## Főbb kutatási területei
- matematikatörténet
- fizikatörténet
- kémiatörténet
- csillagászattörténet
- biológiatörténet
- földtudományok története
- orvostudomány története
- állatorvos-tudomány története
- művelődéstörténet

## Kutatók
Az alább felsorolt kutatók az intézmény keretében végeztek kutatásokat, és jelentették meg az intézmény által kiadott kötetekben azok eredményét.
| - Abonyi Iván (fizikatörténet) - Ács Tibor (matematikatörténet, művelődéstörténet, hadtörténet) - Antal Ildikó (technikatörténet) - Balázs Péter (orvostörténet) - Beck Mihály (kémiatörténet) - Benedek István (orvostörténet) - Birtalan Győző (orvostörténet) - Csaba György Gábor (csillagászattörténet) - Csíky Gábor (földtudományok története) - Csízi Katalin (művelődéstörténet, bibliográfiák) - Debrődi Gábor (mentéstörténet) - Dörnyei Sándor (orvostörténet, szakbibliográfiák) - Estók János (művelődéstörténet) - Fehér Katalin (pedagógiatörténet, művelődéstörténet, sajtótörténet) - Filep László (matematikatörténet) - Forrai Judit (orvostörténet) - Füstöss László (fizikatörténet) - Gajzágó Mária (fizikatörténet) - Gazda István (általános tudománytörténet, szakbibliográfiák) - Grabarits István (orvostörténet) - Hankiss János (orvostörténet) - Hidvégi Violetta (művelődéstörténet) - Illy József (fizikatörténet) - Kápolnai Iván (művelődéstörténet) - Kapronczay Károly (orvostörténet) - Kapronczay Katalin (orvostörténet) - Karasszon Dénes (állatorvos-tudomány története) - Keszthelyi Sándor (csillagászattörténet) - Király Árpád (technikatörténet) - Kis Domokos Dániel (művelődéstörténet) - Kiss Elemér (matematikatörténet) - Kiss László (orvostörténet) - Kovács László (fizikatörténet) - Lukács Géza (orvostörténet) - Lukács József (informatika-történet) | - Magyar László András (orvostörténet) - Mayer Farkas (fizikatörténet) - Mészáros Ferenc (biológiatörténet) - Molnár László, V. (művelődéstörténet, kapcsolattörténet) - Móra László (kémiatörténet) - Nagy Elemér (fizikatörténet) - Nemerkényi Antal (földrajztudomány története) - Nemes Csaba (orvostörténet) - Oláh Anna (matematikatörténet) - Oláh-Gál Róbert (matematikatörténet) - Paczolay Gyula (kémiatörténet, művelődéstörténet) - Perjámosi Sándor (szakbibliográfiák, művelődéstörténet) - Petneki Áron (művelődéstörténet) - Péter H. Mária (orvostörténet) - Próder István (kémiatörténet) - Romics Imre (orvostörténet) - Scharnitzky Viktor (matematikatörténet, fizikatörténet) - Schultheisz Emil (orvostörténet) - Sipka László (technikatörténet) - Sragner Márta (csillagászattörténet, szakbibliográfiák) - Szabó Árpád (matematikatörténet) - Szabó Péter Gábor (matematikatörténet) - A. Szála Erzsébet (technikatörténet, művelődéstörténet) - Szállási Árpád (orvostörténet) - Székács István (művelődéstörténet) - Szenkovits Ferenc (csillagászattörténet) - T. Tóth Sándor (matematikatörténet) - Tardy János (művelődéstörténet) - Varga Benedek (orvostörténet) - Vargha Domokosné (csillagászattörténet) - Vargha Magdolna (fizikatörténet) - Végh Ferenc (technikatörténet) - Vekerdi László (művelődéstörténet, orvostörténet, intézménytörténet) - Virág Jenő (művelődéstörténet) - Wirth Lajos (fizikatörténet) |

## Kiadványok
Az intézmény az alábbi tudománytörténeti köteteket jelentette meg a Magyar Tudománytörténeti Szemle Könyvtára elnevezésű sorozatában.
Sorozatszerkesztő: Gazda István
- 1. Vekerdi László: A Tudománynak háza vagyon
- 2. Móra László – Próder István: A magyar kémia és vegyipar kronológiája 1800-1944 (Magyar elektronikus könyvtár)
- 3. Schultheisz Emil: Az orvoslás kultúrtörténetéből
- 4. Szabó Árpád: A görög matematika
- 5. Csíky Gábor: A földtudományok honi történetéből
- 6. Egyetemes tudománytörténeti kronológia (http://real.mtak.hu/33169/)
- 7. Gazda István: Kis magyar tudománytörténet. Oktatási segédkönyv
- 8. M. Zemplén Jolán: A felvidéki fizika története 1850-ig (http://real.mtak.hu/34201/)
- 9. Vekerdi László: A tudományok újkori történetéből (http://real.mtak.hu/14463/)
- 10. Batta István: A magyar fizikai szaknyelv története (Bevezető tanulmány: http://real.mtak.hu/18283/)
- 11. Szállási Árpád: Magyar írók orvosai és a magyar orvosírók. (Bővített kiadása 61-es sorszám alatt, online kiadása 125-ös sorszám alatt.)
- 12. A csillagászat magyarországi történetéből
- 13. Gazda István: A Magyar Tudományos Akadémia reformkori kiadványai. (Bővített kiadása 129-es sorszám alatt.)
- 14. Az 1848–49-es magyar szabadságharc egészségügye és honvédorvosai. I–II. köt.
- 15. A magyar matematika történetéből
- 16. A magyarországi fizika klasszikus századai 1590–1890
- 17. V. Molnár László: Magyar–orosz kulturális kapcsolatok 1750–1815   (http://real.mtak.hu/19507/)
- 18. Weszprémi István emlékezete
- 19. Szállási Árpád (vál.): A múlt magyar orvostörténészei (http://real.mtak.hu/57939/)
- 20. Lóczy Lajos emlékezete
- 21. Eötvös Loránd, a tudós fotográfus
- 22. Petényi Salamon János emlékezete
- 23. Szathmáry László: Régi magyar vegytudorok
- 24. V. Molnár László (szerk.): Ernyey József életműve. Gyógyszerészettörténet – művelődéstörténet
- 25. Egy halhatatlan erdélyi tudós, Bolyai Farkas http://real-eod.mtak.hu/13207/
- 26. id. Szinnyei József emlékezete. Művelődéstörténeti és sajtótörténeti írásai (http://mek.oszk.hu/05400/05443)
- 27. V. Molnár László (összeáll.): A magyar–lengyel tudományos kapcsolatok múltjából
- 28. Semmelweis Ignác emlékezete. I-II. köt.
- 29. Dörnyei Sándor (szerk.): A magyar orvostörténeti irodalom 1715–1944
- 30. Ács Tibor: Bolyai János új arca – a hadi mérnök (http://real.mtak.hu/18396/)
- 31. A. Szála Erzsébet (szerk.): Fejezetek a magyar szabadalomtörténetből (Részlet: http://real.mtak.hu/56282/)
- 32. Daday András: Kuriózumok az orvostudomány magyarországi történetéből
- 33. id. Szily Kálmán emlékezete. Tudományos munkásságának kronológiája
- 34. Birtalan Győző: Klasszikusok az orvoslásról
- 35. Dörnyei Sándor (szerk.): A magyar gyógyszerészettörténeti irodalom 1944-ig (http://gyogyszeresztortenet.hu/letolt/Magyar_gyogyszerttorteneti_irodalom.pdf )
- 36. Ditor ut ditem. Tanulmányok Schultheisz Emil 80. születésnapjára
- 37. Pataki Jenő: Az erdélyi orvoslás kultúrtörténetéből (http://mek.oszk.hu/05400/05413/index.phtml)
- 38. Gazda István: Einstein és a magyarok (Bibliográfiai rész: http://real.mtak.hu/70739/)
- 39/1. Karasszon Dénes: A magyar állatorvoslás kultúrtörténete. Történeti áttekintés. (Részlet: http://real.mtak.hu/18048/)
- 39/2. Karasszon Dénes: A magyar állatorvoslás kultúrtörténete. Az állatorvostörténet-írás szakirodalma 1944-ig (http://real.mtak.hu/17958/)
- 40. Schultheisz Emil: Az európai orvosi oktatás történetéből
- 41. Lukács József: TPA történet. Lyukszalagtól az informatikáig http://real-eod.mtak.hu/12654/
- 42. Vargha Domokosné: Zách János Ferenc (1754–1832) csillagász (http://real.mtak.hu/18416/)
- 43. V. Molnár László: Életutak találkozása, 1703–1848
- 44. Takáts László: A Rákóczi-szabadságharc egészségügye (http://mek.oszk.hu/05400/05419/index.phtml)
- 45. A. Szála Erzsébet: Nyugat-Magyarország művelődés- és ipartörténetéből
- 46. Paczolay Gyula: Magyarország és Erdély gyógyvíztörténelméből. Az első magyar nyelvű kémiai monográfia és előtörténete
- 47. Szállási Árpád (szerk.): Feichtinger Sándor (1817–1907) orvos-botanikus naplója https://library.hungaricana.hu/hu/view/EsztergomKonyvek_033/?pg=0&layout=s
- 48. Ács Tibor: A reformkor hadikultúrájáról (http://real.mtak.hu/18414/)
- 49. A. Szála Erzsébet: Régi magyar akadémikusok (1830-1890) (akademikusok.tudomanytortenet.hu)
- 50. Paczolay Gyula: A magyar kémiai szaknyelv történetéből
- 51. Balázs Péter (szerk.): Szervezett egészségügyünk 1770-es alaprendelete (http://real.mtak.hu/30273/)
- 52. Romics Imre (főszerk.): 85 éves a Semmelweis egyetem urológiai klinikája
- 53. Daday András: Újabb kuriózumok az orvostudomány magyarországi történetéből (a 32-es mű folytatása)
- 54. Nemes Csaba: Orvostörténelem (1. és 2. kiadás)
- 55. Schultheisz Emil – Magyar László András: Orvosképzés a nagyszombati egyetemen 1769–1777 http://real.mtak.hu/17803/
- 56. A. Szála Erzsébet – Perjámosi Sándor – Gazda István (szerk.): id. Szinnyei József (1830–1913) könyvtártudós akadémikus életműve
- 57. Balázs Péter: Mária Terézia 1770-es egészségügyi alaprendelete (az 51-es mű bővített változata) http://real.mtak.hu/30273/
- 58/1–2. Kapronczay Károly: A magyar közegészségügy története. I-II. köt.
- 59. Szabó Péter Gábor: A matematikus Riesz testvérek. Válogatás Riesz Frigyes és Riesz Marcel levelezéséből
- 60. Kiss Elemér – Oláh-Gál Róbert: Bolyai János a tudomány és a közjó szolgálatában (http://real.mtak.hu/30032/)
- 61. Szállási Árpád: Magyar írók orvosairól és a magyar orvosírókról (a 11-es mű bővített és átdolgozott változata)
- 62. Schultheisz Emil: Fejezetek az orvosi művelődés történetéből
- 63. 100 éves a Magyar Sebész Társaság
- 64. Az ismeretlen Benedek Elek. Első gyűjtés
- 65. Kapronczay Károly (főszerk.): A főváros egészségügye az ’56-os forradalom és a megtorlások idején
- 66. Emlékkönyv az Orvosi Hetilap alapításának 150. évfordulójára
- 67. Schultheisz Emil: Kunst und Heilkunst. Medizinhistorische fragmente (http://real.mtak.hu/63143/)
- 68. Az ismeretlen Benedek Elek. Második gyűjtés. (A 64-es mű folytatása)
- 69. Beck Mihály: Than Károly élete és munkássága (http://real.mtak.hu/14464)
- 70. V. Molnár László: Ács Tivadar (1901–1974) művelődéstörténeti munkássága
- 71. A. Szála Erzsébet: id. Szily Kálmán, a tudománytörténész
- 72. Abonyi Iván: Kiemelkedő fejezetek a XVII-XIX. század fizikájából (http://real.mtak.hu/34573/)
- 73. Füstöss László: A maxwelli elektromágnesség és magyarországi fogadtatása (http://real.mtak.hu/18300/)
- 74. Szállási Árpád: II. Rákóczi Ferenc és Ecsed
- 75. Ditor ut ditem. Tanulmányok Schultheisz Emil 85. születésnapjára (a 36-os mű bővített változata)
- 76. Gazda István: Magyar Tudománytörténet. Felsőoktatási segédkönyv (https://web.archive.org/web/20190226140515/http://magyar.tudomanytortenet.hu/)
- 77. Kiss László: Az orvostudomány felvidéki történetéből, Piliscsaba, 2010, ISBN 978-963-9276-78-9
- 78. Abonyi Iván: Kiemelkedő fejezetek a XX. század fizikájából (http://real.mtak.hu/34573/)
- 79. Tardy Lajos orvostörténeti vizsgálódásai (Részlet: http://real.mtak.hu/29847/%5B%5D)
- 80. Pataki Jenő: Az erdélyi orvoslás történetéből (http://mek.oszk.hu/05400/05413/index.phtml)
- 81. Vekerdi László: Magyarországi és erdélyi pestisjárványok a XVIII. században (Bibliográfiai rész: http://real.mtak.hu/71207/)
- 82. Fehér Katalin: Népfelvilágosító törekvések Magyarországon 1777–1849
- 83. Az ismeretlen Benedek Elek. Harmadik gyűjtés. (A 68-as mű folytatása). A három gyűjtés összesített és egy negyedik gyűjtéssel bővített online kiadása: 128-as sorszám alatt.
- 84. Füstöss László: Fizika Magyarországon a két világháború között (1915–1945)
- 85. Schultheisz Emil: Az európai orvosi oktatás történetéből. 2. bőv. kiad. (http://real.mtak.hu/63143/)
- 86. Három orvostörténész köszöntése. Tanulmánykötet Birtalan Győző, Karasszon Dénes és Szállási Árpád tiszteletére (http://real.mtak.hu/18215/)
- 87. Szabó Péter Gábor: Kiváló tisztelettel. Fejér Lipót és a Riesz testvérek levelezése magyar matematikusokkal. (Az 59-es mű folytatása)
- 88. Kereszty Orsolya: "A Nő és a Társadalom" a nők művelődéséért (1907–1913)
- 89. Gazda István: Tudományos Ismeretterjesztő Társulat. 170 év a társulati elnökök munkásságának tükrében. (2016-ban megjelent - sorozaton kívül - ennek bővített kiadása, a 175 évről szóló áttekintés.)
- 90. Vekerdi László: Magyar világ – tudós világ
- 91. Fekete Lajos: Magyar orvosi történettan
- 92. Csajkás Bódog: Szeged közegészségügyének története
- 93. Fejezetek a kémiatörténeti kutatásokból. Szőkefalvi-Nagy Zoltánra emléke
- 94. Antal Ildikó: A magyar elektrotechnikai ipar kialakulása, 1878-1895 (http://real.mtak.hu/30122/)
- 95. Az orvostörténész, művelődéstörténész és tudományszervező Antall József írásaiból (http://real.mtak.hu/21009/ ;https://web.archive.org/web/20170216054221)
- 96. Kapronczay Károly: A magyar-lengyel és lengyel-magyar orvosi-közegészségügyi kapcsolatok múltjából
- 97. Az orvostudomány története Magyarországon 1467-1867. Kovách Imre doktor adattári jellegű orvos-és művelődéstörténeti feldolgozása
- 98. Bolyai Farkas fizikája és csillagászata, DVD melléklettel (http://real.mtak.hu/56337/)
- 99. Semmelweis Ignác magyar nyelvű szaktanulmányai az Orvosi Hetilap 1858-1865-ös évfolyamaiban http://real-eod.mtak.hu/1188/
- 100. Emlékkötet Szabó Árpád születésének 100. évfordulójára (http://real.mtak.hu/21005/)
- 101. Antal Ildikó: A magyar elektrotechnikai ipar 1896-1914 (http://real.mtak.hu/30124/)
- 102. Oláh-Gál Róbert: Réthy Mór (1846-1925) akadémikus élete és munkássága
- 103. Hankiss János: Egy orvos útja Debrecentől Debrecenig
- 104. Magyary-Kossa Gyula (1865-1944) életmű-bibliográfiája (http://real.mtak.hu/21862/)
- 105. Háború és orvoslás. Az I. világháború katonaegészségügye, annak néhány előzménye és utóélete http://real.mtak.hu/52116/
- 106. Kiss László: A jó palócok és tót atyafiak orvosai (http://real.mtak.hu/25263/%5B%5D)
- 107. id. Gazda István: A bélyeg világtörténetéből. Utazás a filatélia klasszikusai között.
- 108. Oláh-Gál Róbert: Források az erdélyi magyar matematikai élet 1785–1918 közötti történetéhez (http://real.mtak.hu/30393/)
- 109. Kapronczay Károly: Semmelweis. (Tanulmánygyűjtemény). (http://real.mtak.hu/25576/)
- 110. Benedek István: Semmelweis betegségéről és a semmelweisi tanok időszerűségéről. Készült a szerző születésének 100. és Semmelweis halálának 150. évfordulója tiszteletére. (http://real.mtak.hu/30826/ Archiválva 2020. október 9-i dátummal a Wayback Machine-ben)
- 111. Kovács László: Györgyi Géza. Egy kivételes elméleti fizikusi életpálya. http://real.mtak.hu/34427/
- 112. Balázs Péter: Egészségügyi szabályozás a XVIII. század végén. Magyar Királyság és Erdély. http://real.mtak.hu/39150/
- 113. Az I. világháború magyar orvosi emlékeiből. Naplók, kéziratos visszaemlékezések, szakcikkek. http://real.mtak.hu/52117/
- 114. Fejezetek a magyar gyógyszerészet történetéből. http://real.mtak.hu/56110/
- 115. A modern hazai közegészségügy kialakulása 1867–1896. Tanulmányok és dokumentumok a 150 éve megindult egészségügyi reformról. (DVD)
- 116. Kis Domokos Dániel: A természetszerető Eötvös Loránd. Levéltári és kézirattári kutatások. http://real.mtak.hu/50690/
- 117. Gazda István: Száz év a pesti könyvkereskedelem és szakkönyvkiadás történetéből 1748–1848. Különös tekintettel a reáltudományi kiadványokra.
- 118. Orvosok az 1956-os forradalomban és szabadságharcban. Egészségügyiek a forradalomtól a megtorlásig – naplók, iratok, egykorú dokumentumok tükrében. Összeállította: Kapronczay Károly.
- 119. Kiss László: Égnek legszebb ajándéka. Barangolás a himlő elleni védőoltás magyarországi kultúrtörténetében. http://real.mtak.hu/65525/
- 120. Kapronczay Károly (összeáll.): A Semmelweis Orvostörténeti Könyvtár története
- 121. Szöveggyűjtemény és tanulmánygyűjtemény Semmelweis Ignác Fülöp születésének 200. évfordulója tiszteletére. Összeáll.: Gazda István, Kapronczay Károly. (DVD) http://real.mtak.hu/54795/
- 122. Kovács László: Segner János András. Egy jeles hungarus a 18. századból. Orvos, matematikus, fizikus, csillagász, vegyész, tanár, filozófus és műszaki alkotó. http://real.mtak.hu/74845/
- 123. Kapronczay Károly (főszerk): A magyar közegészségügy az I. világháborút és a Trianont követő években.
- 124. Szabó Péter Gábor: Legtisztább boldogság. Művelődéstörténeti kalandozás Bolyai Farkas és Bolyai János világában. Vekerdi László Bolyai-színművével és Dávid Lajos két matematikai kéziratával.
- 125. Szállási Árpád: Orvostörténeti és művelődéstörténeti tanulmányok. I-II. Online összeállítás. http://real.mtak.hu/79581/
- 126. Schultheisz Emil orvostörténeti tanulmányai. I-II. Sajtó alá rend.: Gazda István. http://real.mtak.hu/80310/
- 127. id. Szinnyei József (1830–1913) könyvtártudós, akadémikus életmű-bibliográfiája. Online összeállítás. http://mati.tudomanytortenet.hu/docs/szinnyei_bibl_online_nka.pdf%5B%5D
- 128. Gyűjtemény Benedek Elek elsősorban álnéven vagy szignóval megjelent írásaiból. Összeáll.: Perjámosi Sándor. Online összeállítás. http://real.mtak.hu/79672/
- 129. Gazda István: A Magyar Tudós Társaság által kiadott könyvek és folyóiratok 1831–1848. http://real.mtak.hu/80354/
- 130. Kapronczay Károly: Lengyelország és a lengyel–magyar kapcsolatok 20. századi történetéből.
- 131. Balázs Péter: A tengerészeti egészségügy kezdetei a Magyar Királyságban. Szabályzatok a XVIII. században. http://real.mtak.hu/91574/
- 132. Kapronczay Károly (főszerk): Az orvostudomány és a természettudományok Magyarországon a kiegyezéstől a századfordulóig
- 133. A magyar közegészségügy az OKI működésének kezdetétől a II. világháború kitöréséig
- 134. id. Antall József: Lengyel menekültek Magyarországon a háború alatt http://real.mtak.hu/103909/ + Kapronczay Károly: Lengyelek és magyarok 1939–1944  http://real.mtak.hu/103910/
- 135. Antal Ildikó – Gazda István: Jedlik életképek, 1800–1895
- 136. Kapronczay Károly: Lengyelek – szlávok – magyarok. Kapcsolattörténeti tanulmányok http://real.mtak.hu/146222/
- 137. Gazda István: Tudománytörténeti kalászatok I. http://real.mtak.hu/146214/
- 138. Kapronczay Károly (főszerk.): Orvostörténeti kutatások 1990 óta a Magyar Orvostörténelmi Társaság keretében (30 éve szabadon)
- 139. Fehér Katalin: Értelmiség és nevelés a reformkorban http://real-eod.mtak.hu/18276/
- 140. Gazda István: Tudománytörténeti kalászatok II. http://real-eod.mtak.hu/18292/
- 141. Wirth Lajos: Makó Pál élete és munkássága
- 142. Gazda István: Tudománytörténeti kalászatok III.